# 蔡恩霍姆山

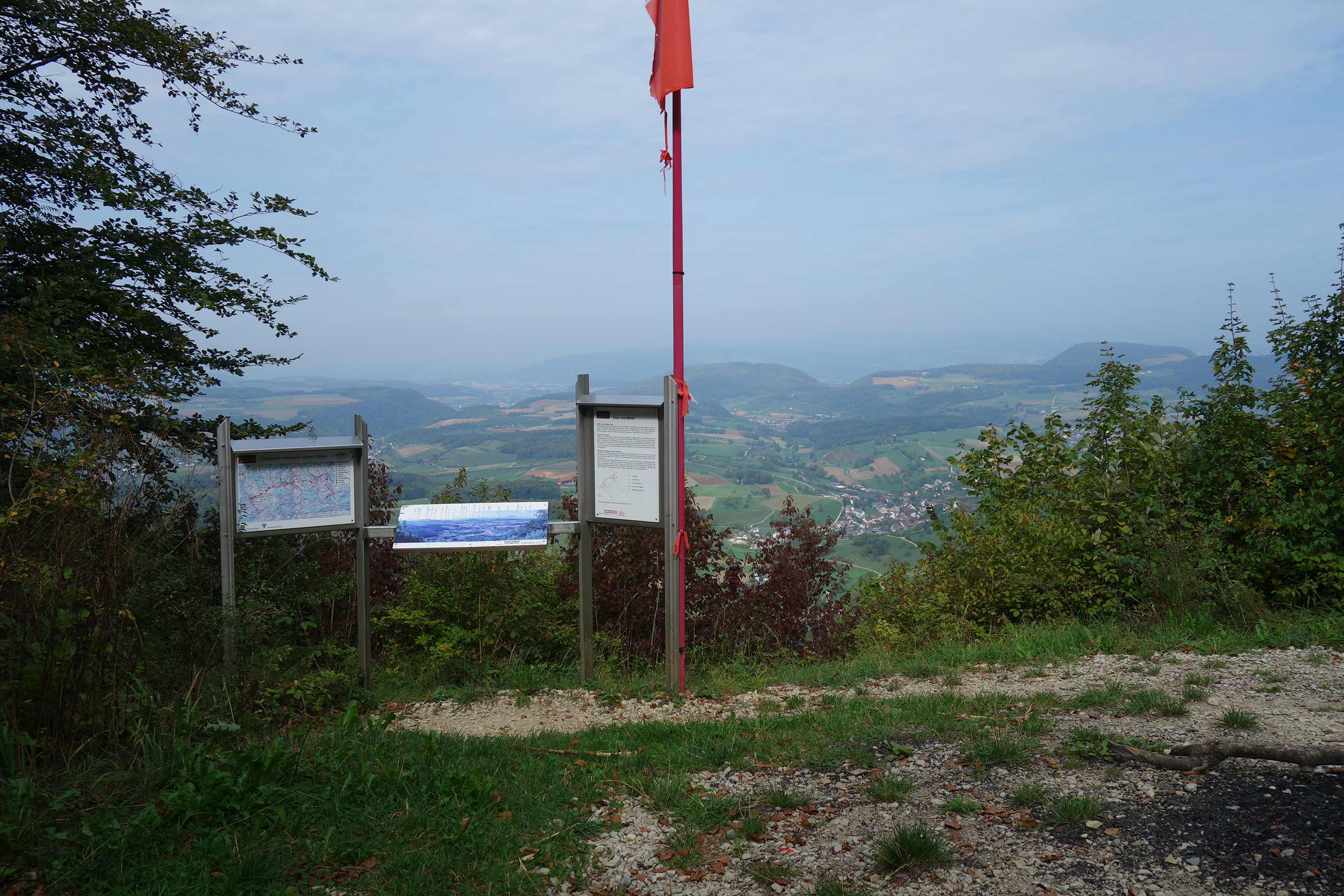

47°27′28.51″N 8°5′38.1″E / 47.4579194°N 8.093917°E
蔡恩霍姆山（德語：Zeiher Homberg），是瑞士的山峰，位於該國北部阿爾高州，屬於汝拉山的一部分，距離维尔茨山1.6公里，南坡由塔爾海姆負責管轄，海拔高度782米。